# På jakt med Lotta och Leif
På jakt med Lotta och Leif var en infotainmentprogramserie om jakt, vapen och jägarkultur. Den hade premiär på SVT Flow den 23 april 2014.[källa behövs] Programledare var Lotta Lundgren och Leif G.W. Persson.

## Handling
Leif G.W. Persson är en van jägare, medan Lotta Lundgren aldrig tidigare hållit i ett vapen. Han vill lära henne att bli en bra jägare och hon vill förstå vad jakten, vapnet och jägarkulturen säger om vår tid. Programmet handlar om att bland annat lära sig att skjuta, flå, stycka, förvara och tillaga vilt. Det tar även upp jakthundar, vapenhantering och utrustning. Däremellan blir det matpauser.
Programmet har även haft arbetsnamnet Lotta och Leif på jakt.